# Höranalyse
Höranalyse (Hörerziehung) ist ein musikpädagogischer Fachbegriff, der in dem Fach Gehörbildung seit einigen Jahrzehnten benutzt wird.
Eigentlich setzt jedes hörende Verstehen eine Höranalyse voraus. Insofern gibt es eine Ähnlichkeit zwischen dem Hören von Sprache und dem Hören von Musik. Die Kognitionspsychologie ist inzwischen in der Lage, den Wahrnehmungsvorgang zu beschreiben und die dabei vorgenommenen Kategorisierungen zu benennen. Bei der Höranalyse von gesprochener Sprache geschieht beispielsweise eine grammatische Analyse, die entweder intuitiv oder auf einer bewusst reflektierten Ebene vorgenommen wird.
Im musikpädagogischen Fach Gehörbildung wird Letzteres thematisiert. Höranalyse kann hier beispielsweise die formale Analyse oder die Frage nach der Besetzung betreffen. In beiden Fällen ist dies als eine auditive und nicht als eine visuelle Analyse zu verstehen. Letztere steht nach dem Verständnis einiger Theoretiker im Mittelpunkt der Musiktheorie.
Im Gegensatz zu manchen kleinteiligen Übungen eines konservativen Unterrichts in Gehörbildung, der beispielsweise das Hören einzelner Intervalle als Ausgangspunkt wählt, fragt die Höranalyse nach größeren Zusammenhängen, die weit jenseits des musikalischen „Einzelbuchstabens“ oder jenseits der Kapazität des Kurzzeitgedächtnisses liegen. Im Regelfall kann für die Höranalyse nicht die klassische Notenschrift benutzt werden, da diese zunächst von dem Detail jeder einzelnen Note ausgeht. Die ganzheitlichen Höranalysemethoden wurden erstmals 1956 von Siegfried Borris beschrieben. Borris forderte in diesen Aufsätzen eine von der klassischen Gehörbildung grundverschiedene Unterrichtsmethode, die er Hörerziehung nannte.
Ein sehr anschauliches Beispiel der Höranalyse stammt von Reiner Wehinger, der die Komposition Artikulation (1958) von [György
Ligeti] auditiv analysierte und mithilfe einer grafischen Notation auf fantasievolle Weise mit eigens dafür geschaffenen Farben und Symbolen darstellte. Der Komponist hatte diese Komposition nicht in visueller Form vorgelegt. Die bei YouTube verfügbare Version ermöglicht ein sehr differenziertes Nachvollziehen von Wehingers Arbeit. Die in diesem Beispiel dargestellte Form der Höranalyse ist hochkomplex und macht deutlich, dass ein solches Hörprotokoll für sämtliche auditiv wahrgenommenen akustischen Erscheinungen möglich ist. Die Darstellung kann dann – wie in diesem Falle – anhand einer exakten Timeline geschehen oder mithilfe eines frei formulierten Textes oder auf grafische Weise, auch ohne Verwendung einer Timeline. Im Regelfall wird eine Höranalyse einfacher aussehen als bei Wehinger, insbesondere wenn in der Komposition konventionelle Gestaltungsmerkmale oder formal bekannte Muster vorliegen. Dies alles war in Ligetis Komposition, ebenso wie in manch anderen akustischen Kunstwerken, nicht gegeben. 
Der Diskurs über die Definition und die Methoden der Höranalyse ist noch nicht abgeschlossen und findet inzwischen auch im Vergleich mit Konzepten statt, die außerhalb der deutschsprachigen Musiktheorie entwickelt wurden.